# Campeonato Brasileiro de Futebol de 2015 - Série B
A Série B do Campeonato Brasileiro de Futebol de 2015, oficialmente Brasileirão Chevrolet 2015 – Série B por motivos de patrocínio, foi a 34.ª edição da competição de futebol realizada no Brasil, equivalente à segunda divisão. Foi disputada por 20 clubes, dos quais os quatro primeiros colocados obtiveram acesso à Série A de 2016 e os quatro últimos foram rebaixados à Série C de 2016.
A primeira equipe a garantir matematicamente o acesso à Série A de 2016 foi o Botafogo. Rebaixada em 2014, a equipe carioca foi promovida depois de vencer o Luverdense por 1–0, no Passo das Emas, com três rodadas de antecedência. Na penúltima rodada, o time carioca também faturou o título da competição após vencer o ABC por 2–1, no Estádio Mané Garrincha.
Os outros times promovidos foram definidos na 37ª rodada. Vitória, Santa Cruz e América Mineiro garantiram juntos o acesso à Série A: o clube baiano venceu o Luverdense por 3–0, na Arena Fonte Nova; o time pernambucano derrotou o já rebaixado Mogi Mirim por 3–0, no Novelli Júnior; enquanto a equipe mineira empatou em 1–1 com o Ceará, no Independência.
A cinco rodadas do fim, o Mogi Mirim foi a primeira equipe rebaixada para a Série C de 2016, após derrota em casa por 2–0 para o Ceará. Na rodada seguinte, o Boa Esporte teve o descenso confirmado com a derrota por 2–0 para o Luverdense, fora de casa. O ABC também foi rebaixado, na 35ª rodada, com o empate por 2–2 contra o Bahia, na Arena Fonte Nova. A última equipe a confirmar o descenso foi o Macaé, após perder para o Ceará por 1–0 em confronto direto, na Arena Castelão, na rodada final.

## Regulamento
A Série B completou uma década em que é disputada por 20 clubes no sistema de ida e volta por pontos corridos. Em cada turno, os times jogam entre si uma única vez. Os jogos do primeiro turno serão realizados na mesma ordem no segundo turno, apenas com o mando de campo invertido. Não há campeões por turnos, sendo declarado campeão o time que obtiver o maior número de pontos após as 38 rodadas. Ao final, os quatro primeiros times ascenderam para a Série A de 2016, da mesma forma que os quatro últimos cairam para a Série C do ano seguinte.

### Critérios de desempate
Em caso de empate por pontos entre dois clubes, os critérios de desempate foram aplicados na seguinte ordem:
1. Número de vitórias
2. Saldo de gols
3. Gols marcados
4. Confronto direto
5. Número de cartões vermelhos
6. Número de cartões amarelos
7. Sorteio

## Participantes
| Equipe              | Cidade             | Estado | Em 2014       | Estádio (mando)     | Capacidade | Títulos        |
| ------------------- | ------------------ | ------ | ------------- | ------------------- | ---------- | -------------- |
| ABC                 | Natal              | RN     | 14º           | Frasqueirão         | 14 740     | 0 (não possui) |
| América Mineiro     | Belo Horizonte     | MG     | 5º            | Independência       | 23 018     | 1 (1997)       |
| Atlético Goianiense | Goiânia            | GO     | 7º            | Serra Dourada       | 42 000     | 0 (não possui) |
| Bahia               | Salvador           | BA     | 18° (Série A) | Arena Fonte Nova    | 50 025     | 0 (não possui) |
| Boa Esporte         | Varginha           | MG     | 6º            | Melão               | 15 471     | 0 (não possui) |
| Botafogo            | Rio de Janeiro     | RJ     | 19º (Série A) | Nilton Santos[BOT]  | 25 000     | 0 (não possui) |
| Bragantino          | Bragança Paulista  | SP     | 16º           | Nabi Abi Chedid     | 17 022     | 1 (1989)       |
| Ceará               | Fortaleza          | CE     | 8º            | Arena Castelão      | 63 903     | 0 (não possui) |
| CRB                 | Maceió             | AL     | 4º (Série C)  | Rei Pelé            | 17 126     | 0 (não possui) |
| Criciúma            | Criciúma           | SC     | 20º (Série A) | Heriberto Hülse     | 19 900     | 1 (2002)       |
| Luverdense          | Lucas do Rio Verde | MT     | 12º           | Passo das Emas      | 10 000     | 0 (não possui) |
| Macaé               | Macaé              | RJ     | 1° (Série C)  | Moacyrzão           | 15 000     | 0 (não possui) |
| Mogi Mirim          | Mogi Mirim         | SP     | 3º (Série C)  | Romildo Ferreira    | 19 900     | 0 (não possui) |
| Náutico             | Recife             | PE     | 13º           | Arena Pernambuco    | 44 300     | 0 (não possui) |
| Oeste               | Itápolis           | SP     | 15º           | José Liberatti[OES] | 11 780     | 0 (não possui) |
| Paraná              | Curitiba           | PR     | 11º           | Vila Capanema       | 17 200     | 1 (1992)       |
| Paysandu            | Belém              | PA     | 2° (Série C)  | Mangueirão          | 45 007     | 2 (1991, 2001) |
| Sampaio Corrêa      | São Luís           | MA     | 10º           | Castelão            | 40 149     | 1 (1972)       |
| Santa Cruz          | Recife             | PE     | 9º            | Arruda              | 60 044     | 0 (não possui) |
| Vitória             | Salvador           | BA     | 17° (Série A) | Barradão            | 35 000     | 0 (não possui) |

Notas
- BOT. ^  Por causa de obras de restruturação, o Estádio Nilton Santos teve sua capacidade reduzida temporariamente.[14]
- OES. ^  O Estádio dos Amaros está interditado para partidas de futebol. O Oeste mandará seus jogos no Estádio José Liberatti, em Osasco.[15]

## Estádios
| ABC | América-MG | Atlético-GO | Bahia | Boa Esporte | Botafogo           |
| Frasqueirão | Independência | Serra Dourada | Arena Fonte Nova | Melão | Nilton Santos      |
| Capacidade: 14 740 | Capacidade: 23 018 | Capacidade: 42 000 | Capacidade: 50 025 | Capacidade: 15 471 | Capacidade: 25 000 |
| | | | | |                    |
| Bragantino | \| ABC América-MG Atlético-GO Boa Esporte Botafogo Bragantino Ceará CRB Criciúma Luverdense Macaé Mogi Mirim Náutico Oeste Paysandu Paraná Sampaio Corrêa Santa Cruz Bahia VitóriaLocalização das equipes participantes da Série B de 2015. \| | \| ABC América-MG Atlético-GO Boa Esporte Botafogo Bragantino Ceará CRB Criciúma Luverdense Macaé Mogi Mirim Náutico Oeste Paysandu Paraná Sampaio Corrêa Santa Cruz Bahia VitóriaLocalização das equipes participantes da Série B de 2015. \| | \| ABC América-MG Atlético-GO Boa Esporte Botafogo Bragantino Ceará CRB Criciúma Luverdense Macaé Mogi Mirim Náutico Oeste Paysandu Paraná Sampaio Corrêa Santa Cruz Bahia VitóriaLocalização das equipes participantes da Série B de 2015. \| | \| ABC América-MG Atlético-GO Boa Esporte Botafogo Bragantino Ceará CRB Criciúma Luverdense Macaé Mogi Mirim Náutico Oeste Paysandu Paraná Sampaio Corrêa Santa Cruz Bahia VitóriaLocalização das equipes participantes da Série B de 2015. \| | Ceará              |
| Nabi Abi Chedid | \| ABC América-MG Atlético-GO Boa Esporte Botafogo Bragantino Ceará CRB Criciúma Luverdense Macaé Mogi Mirim Náutico Oeste Paysandu Paraná Sampaio Corrêa Santa Cruz Bahia VitóriaLocalização das equipes participantes da Série B de 2015. \| | \| ABC América-MG Atlético-GO Boa Esporte Botafogo Bragantino Ceará CRB Criciúma Luverdense Macaé Mogi Mirim Náutico Oeste Paysandu Paraná Sampaio Corrêa Santa Cruz Bahia VitóriaLocalização das equipes participantes da Série B de 2015. \| | \| ABC América-MG Atlético-GO Boa Esporte Botafogo Bragantino Ceará CRB Criciúma Luverdense Macaé Mogi Mirim Náutico Oeste Paysandu Paraná Sampaio Corrêa Santa Cruz Bahia VitóriaLocalização das equipes participantes da Série B de 2015. \| | \| ABC América-MG Atlético-GO Boa Esporte Botafogo Bragantino Ceará CRB Criciúma Luverdense Macaé Mogi Mirim Náutico Oeste Paysandu Paraná Sampaio Corrêa Santa Cruz Bahia VitóriaLocalização das equipes participantes da Série B de 2015. \| | Arena Castelão     |
| Capacidade: 17 022 | \| ABC América-MG Atlético-GO Boa Esporte Botafogo Bragantino Ceará CRB Criciúma Luverdense Macaé Mogi Mirim Náutico Oeste Paysandu Paraná Sampaio Corrêa Santa Cruz Bahia VitóriaLocalização das equipes participantes da Série B de 2015. \| | \| ABC América-MG Atlético-GO Boa Esporte Botafogo Bragantino Ceará CRB Criciúma Luverdense Macaé Mogi Mirim Náutico Oeste Paysandu Paraná Sampaio Corrêa Santa Cruz Bahia VitóriaLocalização das equipes participantes da Série B de 2015. \| | \| ABC América-MG Atlético-GO Boa Esporte Botafogo Bragantino Ceará CRB Criciúma Luverdense Macaé Mogi Mirim Náutico Oeste Paysandu Paraná Sampaio Corrêa Santa Cruz Bahia VitóriaLocalização das equipes participantes da Série B de 2015. \| | \| ABC América-MG Atlético-GO Boa Esporte Botafogo Bragantino Ceará CRB Criciúma Luverdense Macaé Mogi Mirim Náutico Oeste Paysandu Paraná Sampaio Corrêa Santa Cruz Bahia VitóriaLocalização das equipes participantes da Série B de 2015. \| | Capacidade: 63 903 |
| | \| ABC América-MG Atlético-GO Boa Esporte Botafogo Bragantino Ceará CRB Criciúma Luverdense Macaé Mogi Mirim Náutico Oeste Paysandu Paraná Sampaio Corrêa Santa Cruz Bahia VitóriaLocalização das equipes participantes da Série B de 2015. \| | \| ABC América-MG Atlético-GO Boa Esporte Botafogo Bragantino Ceará CRB Criciúma Luverdense Macaé Mogi Mirim Náutico Oeste Paysandu Paraná Sampaio Corrêa Santa Cruz Bahia VitóriaLocalização das equipes participantes da Série B de 2015. \| | \| ABC América-MG Atlético-GO Boa Esporte Botafogo Bragantino Ceará CRB Criciúma Luverdense Macaé Mogi Mirim Náutico Oeste Paysandu Paraná Sampaio Corrêa Santa Cruz Bahia VitóriaLocalização das equipes participantes da Série B de 2015. \| | \| ABC América-MG Atlético-GO Boa Esporte Botafogo Bragantino Ceará CRB Criciúma Luverdense Macaé Mogi Mirim Náutico Oeste Paysandu Paraná Sampaio Corrêa Santa Cruz Bahia VitóriaLocalização das equipes participantes da Série B de 2015. \| |                    |
| CRB | \| ABC América-MG Atlético-GO Boa Esporte Botafogo Bragantino Ceará CRB Criciúma Luverdense Macaé Mogi Mirim Náutico Oeste Paysandu Paraná Sampaio Corrêa Santa Cruz Bahia VitóriaLocalização das equipes participantes da Série B de 2015. \| | \| ABC América-MG Atlético-GO Boa Esporte Botafogo Bragantino Ceará CRB Criciúma Luverdense Macaé Mogi Mirim Náutico Oeste Paysandu Paraná Sampaio Corrêa Santa Cruz Bahia VitóriaLocalização das equipes participantes da Série B de 2015. \| | \| ABC América-MG Atlético-GO Boa Esporte Botafogo Bragantino Ceará CRB Criciúma Luverdense Macaé Mogi Mirim Náutico Oeste Paysandu Paraná Sampaio Corrêa Santa Cruz Bahia VitóriaLocalização das equipes participantes da Série B de 2015. \| | \| ABC América-MG Atlético-GO Boa Esporte Botafogo Bragantino Ceará CRB Criciúma Luverdense Macaé Mogi Mirim Náutico Oeste Paysandu Paraná Sampaio Corrêa Santa Cruz Bahia VitóriaLocalização das equipes participantes da Série B de 2015. \| | Criciúma           |
| Rei Pelé | \| ABC América-MG Atlético-GO Boa Esporte Botafogo Bragantino Ceará CRB Criciúma Luverdense Macaé Mogi Mirim Náutico Oeste Paysandu Paraná Sampaio Corrêa Santa Cruz Bahia VitóriaLocalização das equipes participantes da Série B de 2015. \| | \| ABC América-MG Atlético-GO Boa Esporte Botafogo Bragantino Ceará CRB Criciúma Luverdense Macaé Mogi Mirim Náutico Oeste Paysandu Paraná Sampaio Corrêa Santa Cruz Bahia VitóriaLocalização das equipes participantes da Série B de 2015. \| | \| ABC América-MG Atlético-GO Boa Esporte Botafogo Bragantino Ceará CRB Criciúma Luverdense Macaé Mogi Mirim Náutico Oeste Paysandu Paraná Sampaio Corrêa Santa Cruz Bahia VitóriaLocalização das equipes participantes da Série B de 2015. \| | \| ABC América-MG Atlético-GO Boa Esporte Botafogo Bragantino Ceará CRB Criciúma Luverdense Macaé Mogi Mirim Náutico Oeste Paysandu Paraná Sampaio Corrêa Santa Cruz Bahia VitóriaLocalização das equipes participantes da Série B de 2015. \| | Heriberto Hülse    |
| Capacidade: 17 126 | \| ABC América-MG Atlético-GO Boa Esporte Botafogo Bragantino Ceará CRB Criciúma Luverdense Macaé Mogi Mirim Náutico Oeste Paysandu Paraná Sampaio Corrêa Santa Cruz Bahia VitóriaLocalização das equipes participantes da Série B de 2015. \| | \| ABC América-MG Atlético-GO Boa Esporte Botafogo Bragantino Ceará CRB Criciúma Luverdense Macaé Mogi Mirim Náutico Oeste Paysandu Paraná Sampaio Corrêa Santa Cruz Bahia VitóriaLocalização das equipes participantes da Série B de 2015. \| | \| ABC América-MG Atlético-GO Boa Esporte Botafogo Bragantino Ceará CRB Criciúma Luverdense Macaé Mogi Mirim Náutico Oeste Paysandu Paraná Sampaio Corrêa Santa Cruz Bahia VitóriaLocalização das equipes participantes da Série B de 2015. \| | \| ABC América-MG Atlético-GO Boa Esporte Botafogo Bragantino Ceará CRB Criciúma Luverdense Macaé Mogi Mirim Náutico Oeste Paysandu Paraná Sampaio Corrêa Santa Cruz Bahia VitóriaLocalização das equipes participantes da Série B de 2015. \| | Capacidade: 19 900 |
| | \| ABC América-MG Atlético-GO Boa Esporte Botafogo Bragantino Ceará CRB Criciúma Luverdense Macaé Mogi Mirim Náutico Oeste Paysandu Paraná Sampaio Corrêa Santa Cruz Bahia VitóriaLocalização das equipes participantes da Série B de 2015. \| | \| ABC América-MG Atlético-GO Boa Esporte Botafogo Bragantino Ceará CRB Criciúma Luverdense Macaé Mogi Mirim Náutico Oeste Paysandu Paraná Sampaio Corrêa Santa Cruz Bahia VitóriaLocalização das equipes participantes da Série B de 2015. \| | \| ABC América-MG Atlético-GO Boa Esporte Botafogo Bragantino Ceará CRB Criciúma Luverdense Macaé Mogi Mirim Náutico Oeste Paysandu Paraná Sampaio Corrêa Santa Cruz Bahia VitóriaLocalização das equipes participantes da Série B de 2015. \| | \| ABC América-MG Atlético-GO Boa Esporte Botafogo Bragantino Ceará CRB Criciúma Luverdense Macaé Mogi Mirim Náutico Oeste Paysandu Paraná Sampaio Corrêa Santa Cruz Bahia VitóriaLocalização das equipes participantes da Série B de 2015. \| |                    |
| Luverdense | \| ABC América-MG Atlético-GO Boa Esporte Botafogo Bragantino Ceará CRB Criciúma Luverdense Macaé Mogi Mirim Náutico Oeste Paysandu Paraná Sampaio Corrêa Santa Cruz Bahia VitóriaLocalização das equipes participantes da Série B de 2015. \| | \| ABC América-MG Atlético-GO Boa Esporte Botafogo Bragantino Ceará CRB Criciúma Luverdense Macaé Mogi Mirim Náutico Oeste Paysandu Paraná Sampaio Corrêa Santa Cruz Bahia VitóriaLocalização das equipes participantes da Série B de 2015. \| | \| ABC América-MG Atlético-GO Boa Esporte Botafogo Bragantino Ceará CRB Criciúma Luverdense Macaé Mogi Mirim Náutico Oeste Paysandu Paraná Sampaio Corrêa Santa Cruz Bahia VitóriaLocalização das equipes participantes da Série B de 2015. \| | \| ABC América-MG Atlético-GO Boa Esporte Botafogo Bragantino Ceará CRB Criciúma Luverdense Macaé Mogi Mirim Náutico Oeste Paysandu Paraná Sampaio Corrêa Santa Cruz Bahia VitóriaLocalização das equipes participantes da Série B de 2015. \| | Macaé              |
| Passo das Emas | \| ABC América-MG Atlético-GO Boa Esporte Botafogo Bragantino Ceará CRB Criciúma Luverdense Macaé Mogi Mirim Náutico Oeste Paysandu Paraná Sampaio Corrêa Santa Cruz Bahia VitóriaLocalização das equipes participantes da Série B de 2015. \| | \| ABC América-MG Atlético-GO Boa Esporte Botafogo Bragantino Ceará CRB Criciúma Luverdense Macaé Mogi Mirim Náutico Oeste Paysandu Paraná Sampaio Corrêa Santa Cruz Bahia VitóriaLocalização das equipes participantes da Série B de 2015. \| | \| ABC América-MG Atlético-GO Boa Esporte Botafogo Bragantino Ceará CRB Criciúma Luverdense Macaé Mogi Mirim Náutico Oeste Paysandu Paraná Sampaio Corrêa Santa Cruz Bahia VitóriaLocalização das equipes participantes da Série B de 2015. \| | \| ABC América-MG Atlético-GO Boa Esporte Botafogo Bragantino Ceará CRB Criciúma Luverdense Macaé Mogi Mirim Náutico Oeste Paysandu Paraná Sampaio Corrêa Santa Cruz Bahia VitóriaLocalização das equipes participantes da Série B de 2015. \| | Moacyrzão          |
| Capacidade: 10 000 | \| ABC América-MG Atlético-GO Boa Esporte Botafogo Bragantino Ceará CRB Criciúma Luverdense Macaé Mogi Mirim Náutico Oeste Paysandu Paraná Sampaio Corrêa Santa Cruz Bahia VitóriaLocalização das equipes participantes da Série B de 2015. \| | \| ABC América-MG Atlético-GO Boa Esporte Botafogo Bragantino Ceará CRB Criciúma Luverdense Macaé Mogi Mirim Náutico Oeste Paysandu Paraná Sampaio Corrêa Santa Cruz Bahia VitóriaLocalização das equipes participantes da Série B de 2015. \| | \| ABC América-MG Atlético-GO Boa Esporte Botafogo Bragantino Ceará CRB Criciúma Luverdense Macaé Mogi Mirim Náutico Oeste Paysandu Paraná Sampaio Corrêa Santa Cruz Bahia VitóriaLocalização das equipes participantes da Série B de 2015. \| | \| ABC América-MG Atlético-GO Boa Esporte Botafogo Bragantino Ceará CRB Criciúma Luverdense Macaé Mogi Mirim Náutico Oeste Paysandu Paraná Sampaio Corrêa Santa Cruz Bahia VitóriaLocalização das equipes participantes da Série B de 2015. \| | Capacidade: 15 000 |
| | \| ABC América-MG Atlético-GO Boa Esporte Botafogo Bragantino Ceará CRB Criciúma Luverdense Macaé Mogi Mirim Náutico Oeste Paysandu Paraná Sampaio Corrêa Santa Cruz Bahia VitóriaLocalização das equipes participantes da Série B de 2015. \| | \| ABC América-MG Atlético-GO Boa Esporte Botafogo Bragantino Ceará CRB Criciúma Luverdense Macaé Mogi Mirim Náutico Oeste Paysandu Paraná Sampaio Corrêa Santa Cruz Bahia VitóriaLocalização das equipes participantes da Série B de 2015. \| | \| ABC América-MG Atlético-GO Boa Esporte Botafogo Bragantino Ceará CRB Criciúma Luverdense Macaé Mogi Mirim Náutico Oeste Paysandu Paraná Sampaio Corrêa Santa Cruz Bahia VitóriaLocalização das equipes participantes da Série B de 2015. \| | \| ABC América-MG Atlético-GO Boa Esporte Botafogo Bragantino Ceará CRB Criciúma Luverdense Macaé Mogi Mirim Náutico Oeste Paysandu Paraná Sampaio Corrêa Santa Cruz Bahia VitóriaLocalização das equipes participantes da Série B de 2015. \| |                    |
| Mogi Mirim | \| ABC América-MG Atlético-GO Boa Esporte Botafogo Bragantino Ceará CRB Criciúma Luverdense Macaé Mogi Mirim Náutico Oeste Paysandu Paraná Sampaio Corrêa Santa Cruz Bahia VitóriaLocalização das equipes participantes da Série B de 2015. \| | \| ABC América-MG Atlético-GO Boa Esporte Botafogo Bragantino Ceará CRB Criciúma Luverdense Macaé Mogi Mirim Náutico Oeste Paysandu Paraná Sampaio Corrêa Santa Cruz Bahia VitóriaLocalização das equipes participantes da Série B de 2015. \| | \| ABC América-MG Atlético-GO Boa Esporte Botafogo Bragantino Ceará CRB Criciúma Luverdense Macaé Mogi Mirim Náutico Oeste Paysandu Paraná Sampaio Corrêa Santa Cruz Bahia VitóriaLocalização das equipes participantes da Série B de 2015. \| | \| ABC América-MG Atlético-GO Boa Esporte Botafogo Bragantino Ceará CRB Criciúma Luverdense Macaé Mogi Mirim Náutico Oeste Paysandu Paraná Sampaio Corrêa Santa Cruz Bahia VitóriaLocalização das equipes participantes da Série B de 2015. \| | Náutico            |
| Romildo Ferreira | \| ABC América-MG Atlético-GO Boa Esporte Botafogo Bragantino Ceará CRB Criciúma Luverdense Macaé Mogi Mirim Náutico Oeste Paysandu Paraná Sampaio Corrêa Santa Cruz Bahia VitóriaLocalização das equipes participantes da Série B de 2015. \| | \| ABC América-MG Atlético-GO Boa Esporte Botafogo Bragantino Ceará CRB Criciúma Luverdense Macaé Mogi Mirim Náutico Oeste Paysandu Paraná Sampaio Corrêa Santa Cruz Bahia VitóriaLocalização das equipes participantes da Série B de 2015. \| | \| ABC América-MG Atlético-GO Boa Esporte Botafogo Bragantino Ceará CRB Criciúma Luverdense Macaé Mogi Mirim Náutico Oeste Paysandu Paraná Sampaio Corrêa Santa Cruz Bahia VitóriaLocalização das equipes participantes da Série B de 2015. \| | \| ABC América-MG Atlético-GO Boa Esporte Botafogo Bragantino Ceará CRB Criciúma Luverdense Macaé Mogi Mirim Náutico Oeste Paysandu Paraná Sampaio Corrêa Santa Cruz Bahia VitóriaLocalização das equipes participantes da Série B de 2015. \| | Arena Pernambuco   |
| Capacidade: 19 900 | \| ABC América-MG Atlético-GO Boa Esporte Botafogo Bragantino Ceará CRB Criciúma Luverdense Macaé Mogi Mirim Náutico Oeste Paysandu Paraná Sampaio Corrêa Santa Cruz Bahia VitóriaLocalização das equipes participantes da Série B de 2015. \| | \| ABC América-MG Atlético-GO Boa Esporte Botafogo Bragantino Ceará CRB Criciúma Luverdense Macaé Mogi Mirim Náutico Oeste Paysandu Paraná Sampaio Corrêa Santa Cruz Bahia VitóriaLocalização das equipes participantes da Série B de 2015. \| | \| ABC América-MG Atlético-GO Boa Esporte Botafogo Bragantino Ceará CRB Criciúma Luverdense Macaé Mogi Mirim Náutico Oeste Paysandu Paraná Sampaio Corrêa Santa Cruz Bahia VitóriaLocalização das equipes participantes da Série B de 2015. \| | \| ABC América-MG Atlético-GO Boa Esporte Botafogo Bragantino Ceará CRB Criciúma Luverdense Macaé Mogi Mirim Náutico Oeste Paysandu Paraná Sampaio Corrêa Santa Cruz Bahia VitóriaLocalização das equipes participantes da Série B de 2015. \| | Capacidade: 44 300 |
| | \| ABC América-MG Atlético-GO Boa Esporte Botafogo Bragantino Ceará CRB Criciúma Luverdense Macaé Mogi Mirim Náutico Oeste Paysandu Paraná Sampaio Corrêa Santa Cruz Bahia VitóriaLocalização das equipes participantes da Série B de 2015. \| | \| ABC América-MG Atlético-GO Boa Esporte Botafogo Bragantino Ceará CRB Criciúma Luverdense Macaé Mogi Mirim Náutico Oeste Paysandu Paraná Sampaio Corrêa Santa Cruz Bahia VitóriaLocalização das equipes participantes da Série B de 2015. \| | \| ABC América-MG Atlético-GO Boa Esporte Botafogo Bragantino Ceará CRB Criciúma Luverdense Macaé Mogi Mirim Náutico Oeste Paysandu Paraná Sampaio Corrêa Santa Cruz Bahia VitóriaLocalização das equipes participantes da Série B de 2015. \| | \| ABC América-MG Atlético-GO Boa Esporte Botafogo Bragantino Ceará CRB Criciúma Luverdense Macaé Mogi Mirim Náutico Oeste Paysandu Paraná Sampaio Corrêa Santa Cruz Bahia VitóriaLocalização das equipes participantes da Série B de 2015. \| |                    |
| Oeste | Paraná | Paysandu | Sampaio Corrêa | Santa Cruz | Vitória            |
| José Liberatti | Vila Capanema | Mangueirão | Castelão | Arruda | Barradão           |
| Capacidade: 11 780 | Capacidade: 17 200 | Capacidade: 45 007 | Capacidade: 40 149 | Capacidade: 60 044 | Capacidade: 35 000 |
| | | | | |                    |
| ABC América-MG Atlético-GO Boa Esporte Botafogo Bragantino Ceará CRB Criciúma Luverdense Macaé Mogi Mirim Náutico Oeste Paysandu Paraná Sampaio Corrêa Santa Cruz Bahia VitóriaLocalização das equipes participantes da Série B de 2015. | | | | |                    |

### Outros estádios utilizados
Além dos estádios de mando usual, outros estádios são utilizados devido a punições de perda de mando de campo imposta pelo Superior Tribunal de Justiça Desportiva ou simplesmente por opção dos clubes em mandar seus jogos em outros locais, geralmente buscando uma melhor renda.

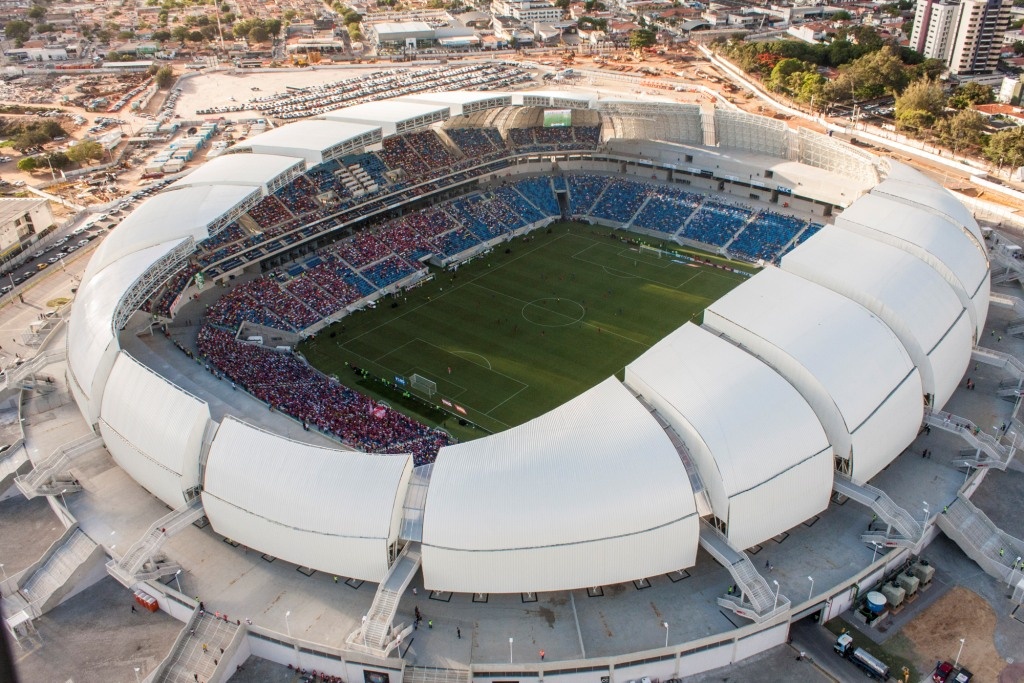
Arena das Dunas (Natal)
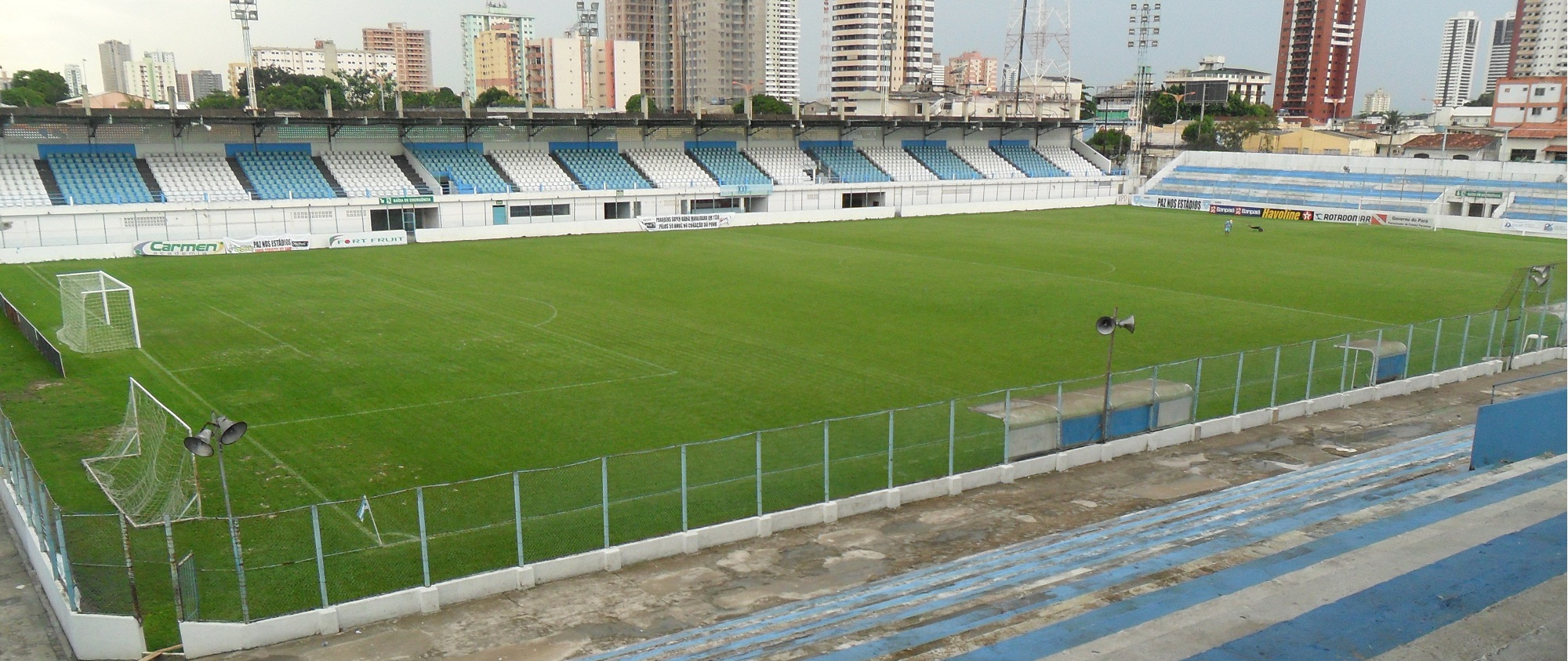
Curuzu (Belém)
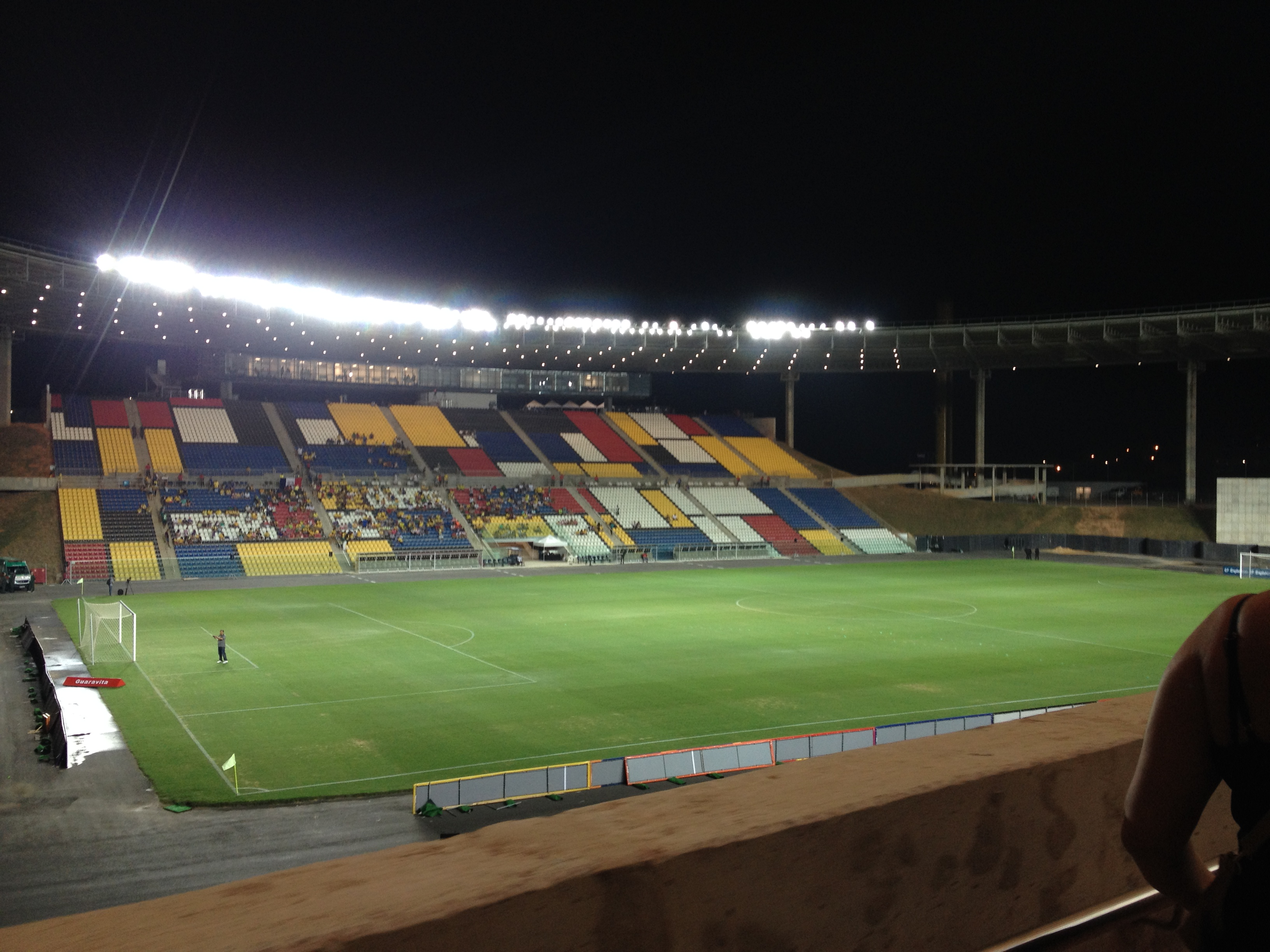
Kléber Andrade (Cariacica)
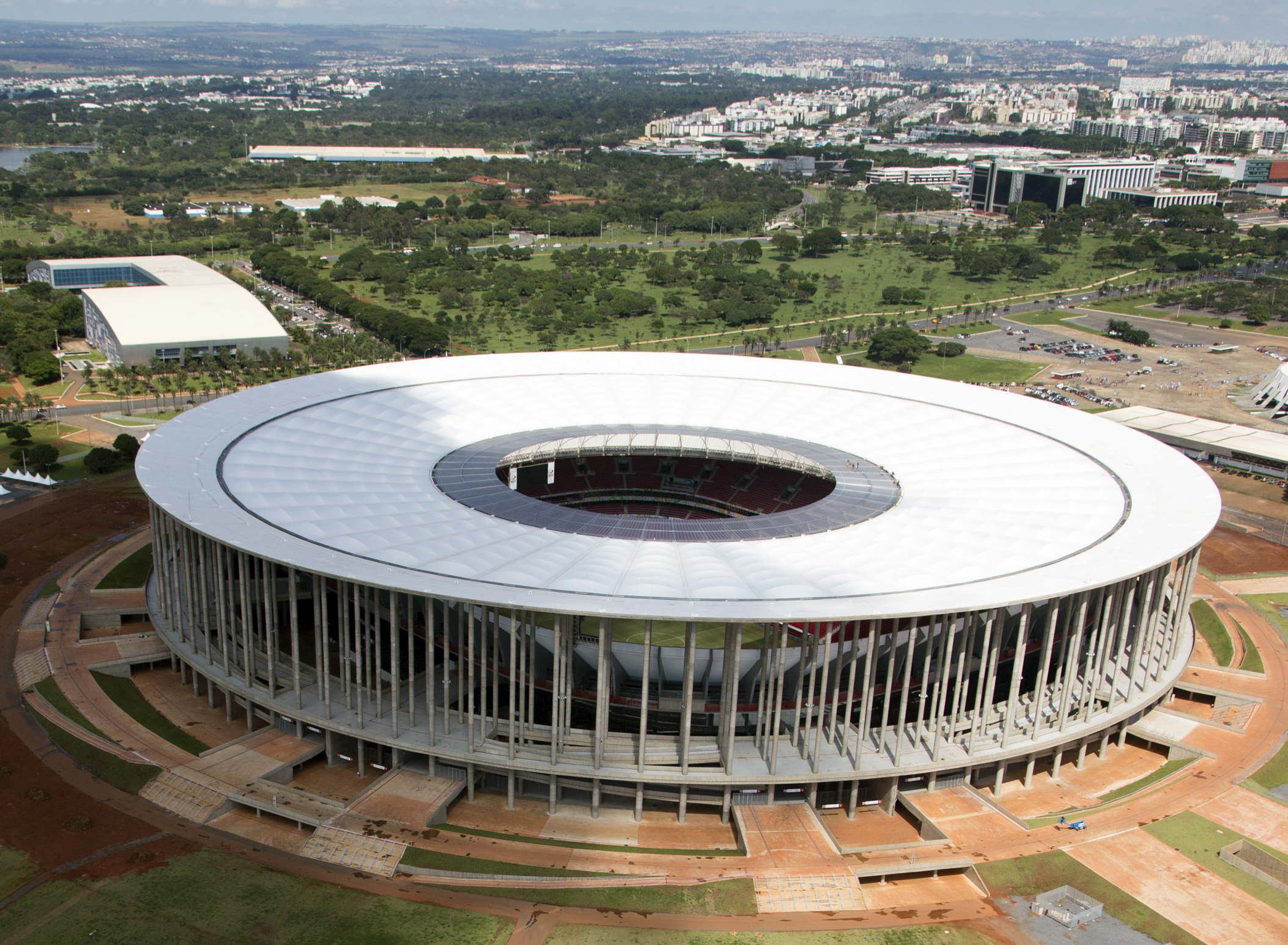
Mané Garrincha (Brasília)
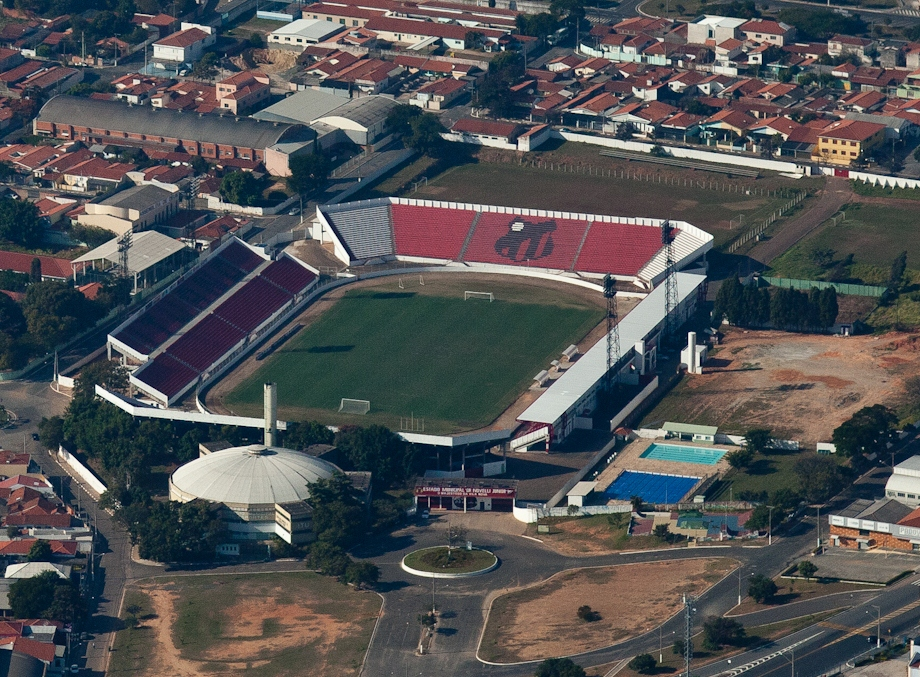
Novelli Júnior (Itu)
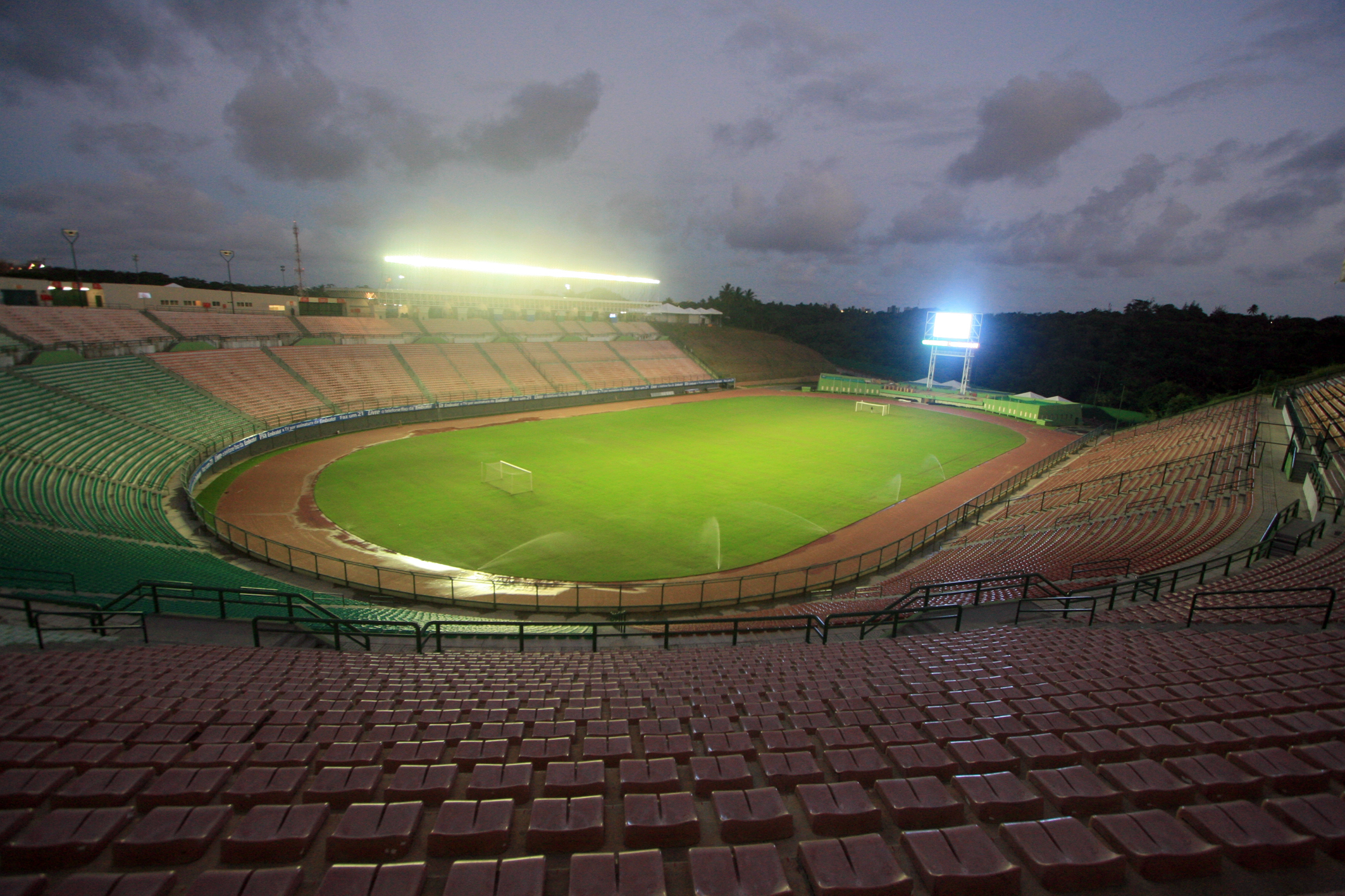
Pituaçu (Salvador)
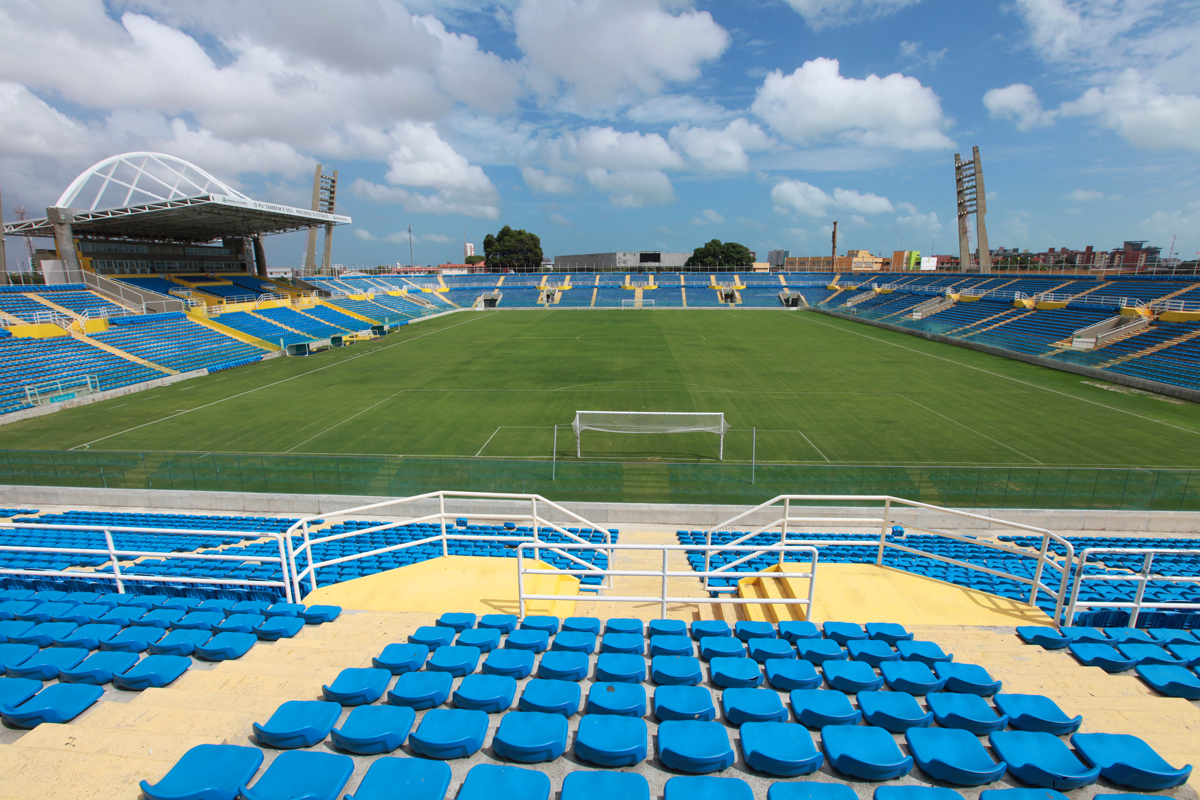
Presidente Vargas (Fortaleza)

## Classificação
|  | v d e |

| Pos. | Equipes             | P  | J  | V  | E  | D  | GP | GC | SG  | %  | M       | Classificação ou rebaixamento |
| ---- | ------------------- | -- | -- | -- | -- | -- | -- | -- | --- | -- | ------- | ----------------------------- |
| 1    | Botafogo            | 72 | 38 | 21 | 9  | 8  | 60 | 30 | +30 | 63 | Estável | Promovidos à Série A de 2016  |
| 2    | Santa Cruz          | 67 | 38 | 20 | 7  | 11 | 63 | 43 | +20 | 59 | 1       | Promovidos à Série A de 2016  |
| 3    | Vitória             | 66 | 38 | 19 | 9  | 10 | 58 | 40 | +20 | 58 | 1       | Promovidos à Série A de 2016  |
| 4    | América Mineiro     | 65 | 38 | 19 | 8  | 11 | 55 | 39 | +16 | 57 | Estável | Promovidos à Série A de 2016  |
| 5    | Náutico             | 63 | 38 | 18 | 9  | 11 | 49 | 42 | +7  | 55 | 1       |                               |
| 6    | Bragantino          | 60 | 38 | 19 | 3  | 16 | 56 | 56 | 0   | 53 | 1       |                               |
| 7    | Paysandu            | 60 | 38 | 17 | 9  | 12 | 49 | 40 | +9  | 53 | Estável |                               |
| 8    | Sampaio Corrêa      | 58 | 38 | 15 | 13 | 10 | 51 | 43 | +8  | 51 | Estável |                               |
| 9    | Bahia               | 58 | 38 | 15 | 13 | 10 | 48 | 41 | +7  | 51 | Estável |                               |
| 10   | Luverdense          | 54 | 38 | 15 | 9  | 14 | 46 | 40 | +6  | 47 | 1       |                               |
| 11   | CRB                 | 54 | 38 | 15 | 9  | 14 | 47 | 45 | +2  | 47 | 1       |                               |
| 12   | Criciúma            | 49 | 38 | 12 | 13 | 13 | 36 | 41 | –5  | 43 | 1       |                               |
| 13   | Paraná              | 47 | 38 | 12 | 11 | 15 | 39 | 43 | –4  | 41 | 1       |                               |
| 14   | Atlético Goianiense | 46 | 38 | 11 | 13 | 14 | 36 | 46 | –10 | 40 | Estável |                               |
| 15   | Ceará               | 45 | 38 | 12 | 9  | 17 | 42 | 50 | –8  | 39 | 2       |                               |
| 16   | Oeste               | 44 | 38 | 10 | 14 | 14 | 37 | 45 | –8  | 38 | Estável |                               |
| 17   | Macaé               | 43 | 38 | 10 | 13 | 15 | 46 | 54 | –8  | 37 | 2       | Rebaixados à Série C de 2016  |
| 18   | ABC                 | 32 | 38 | 6  | 14 | 18 | 41 | 64 | –23 | 28 | Estável | Rebaixados à Série C de 2016  |
| 19   | Boa Esporte         | 31 | 38 | 7  | 10 | 21 | 34 | 54 | –20 | 27 | Estável | Rebaixados à Série C de 2016  |
| 20   | Mogi Mirim          | 23 | 38 | 4  | 11 | 23 | 32 | 69 | –37 | 20 | Estável | Rebaixados à Série C de 2016  |

## Confrontos
| Equipes        | ABC | AMM | ATG | BAH | BOA | BOT | BRG | CEA | CRB | CRI | LUV | MAC | MOG | NAU | OES | PAR | PAY | SAM | STC | VIT |
| -------------- | --- | --- | --- | --- | --- | --- | --- | --- | --- | --- | --- | --- | --- | --- | --- | --- | --- | --- | --- | --- |
| ABC            | —   | 4–2 | 1–1 | 0–3 | 0–1 | 1–2 | 1–1 | 0–1 | 0–0 | 2–2 | 1–1 | 1–1 | 3–1 | 3–3 | 0–1 | 1–4 | 0–2 | 2–3 | 1–1 | 0–0 |
| América-MG     | 2–1 | —   | 1–0 | 1–1 | 2–0 | 1–2 | 1–2 | 1–1 | 1–0 | 2–1 | 1–2 | 1–0 | 3–1 | 2–1 | 2–1 | 2–0 | 3–1 | 1–0 | 4–1 | 4–0 |
| Atlético-GO    | 1–2 | 1–1 | —   | 1–1 | 1–0 | 0–0 | 0–1 | 3–2 | 1–0 | 0–0 | 0–1 | 3–4 | 1–1 | 2–0 | 3–1 | 1–1 | 2–1 | 3–1 | 0–0 | 0–0 |
| Bahia          | 2–2 | 1–1 | 1–0 | —   | 4–1 | 1–1 | 3–2 | 1–0 | 3–2 | 1–0 | 1–0 | 1–0 | 4–1 | 1–1 | 1–0 | 1–0 | 2–0 | 1–1 | 1–2 | 1–3 |
| Boa Esporte    | 2–0 | 1–2 | 2–2 | 3–0 | —   | 0–1 | 3–0 | 0–0 | 1–3 | 1–1 | 2–1 | 2–1 | 0–1 | 0–1 | 1–2 | 1–2 | 0–1 | 2–2 | 1–3 | 0–0 |
| Botafogo       | 3–1 | 0–0 | 4–0 | 1–0 | 1–1 | —   | 4–0 | 0–1 | 4–1 | 0–0 | 0–0 | 2–1 | 3–0 | 1–0 | 1–1 | 2–1 | 2–3 | 5–0 | 0–3 | 2–0 |
| Bragantino     | 3–1 | 0–1 | 0–1 | 2–0 | 2–1 | 1–0 | —   | 3–0 | 2–1 | 2–0 | 3–2 | 2–2 | 3–1 | 0–2 | 3–1 | 2–1 | 1–0 | 3–0 | 1–2 | 2–1 |
| Ceará          | 3–0 | 0–2 | 2–0 | 2–2 | 2–1 | 0–0 | 3–0 | —   | 1–1 | 1–1 | 0–1 | 1–0 | 2–3 | 1–0 | 1–1 | 4–3 | 0–0 | 1–3 | 3–3 | 1–2 |
| CRB            | 0–1 | 1–0 | 4–1 | 0–3 | 1–1 | 2–1 | 2–0 | 1–3 | —   | 3–1 | 0–0 | 3–1 | 2–1 | 1–0 | 3–0 | 2–0 | 3–0 | 2–1 | 3–2 | 0–0 |
| Criciúma       | 0–2 | 2–2 | 1–0 | 2–1 | 3–0 | 1–0 | 1–0 | 3–0 | 2–1 | —   | 0–1 | 0–3 | 0–0 | 1–0 | 3–2 | 0–0 | 1–0 | 1–1 | 0–0 | 2–3 |
| Luverdense     | 1–1 | 1–0 | 1–1 | 2–2 | 2–0 | 0–1 | 2–1 | 3–0 | 2–0 | 0–1 | —   | 1–2 | 2–0 | 5–1 | 1–1 | 2–0 | 1–0 | 2–1 | 2–2 | 0–2 |
| Macaé          | 3–1 | 1–1 | 0–1 | 0–0 | 1–1 | 4–2 | 2–5 | 1–2 | 0–0 | 1–1 | 1–3 | —   | 1–0 | 1–1 | 4–2 | 0–0 | 2–1 | 1–1 | 2–0 | 0–2 |
| Mogi Mirim     | 2–2 | 1–2 | 0–2 | 1–1 | 0–2 | 0–3 | 2–3 | 0–2 | 0–1 | 1–2 | 1–1 | 3–1 | —   | 2–1 | 0–0 | 1–2 | 1–1 | 1–1 | 0–3 | 1–1 |
| Náutico        | 3–0 | 2–1 | 1–1 | 1–0 | 1–0 | 1–4 | 3–1 | 2–0 | 1–1 | 2–0 | 1–0 | 1–1 | 1–0 | —   | 2–1 | 2–0 | 1–1 | 1–1 | 2–1 | 2–1 |
| Oeste          | 1–1 | 3–1 | 0–0 | 0–1 | 2–1 | 0–1 | 1–1 | 2–0 | 0–0 | 1–1 | 1–0 | 1–2 | 0–0 | 2–0 | —   | 1–0 | 0–0 | 1–0 | 1–0 | 1–2 |
| Paraná         | 0–0 | 1–0 | 1–2 | 1–0 | 1–1 | 1–2 | 0–2 | 1–0 | 0–0 | 0–0 | 1–0 | 3–0 | 3–1 | 2–0 | 1–1 | —   | 1–1 | 1–0 | 3–2 | 0–1 |
| Paysandu       | 3–2 | 2–0 | 2–0 | 0–0 | 3–0 | 0–1 | 2–0 | 2–1 | 5–1 | 1–0 | 3–2 | 1–1 | 1–1 | 0–1 | 3–1 | 2–1 | —   | 1–1 | 2–1 | 1–0 |
| Sampaio Corrêa | 3–2 | 0–2 | 2–0 | 0–0 | 3–0 | 2–2 | 2–0 | 1–0 | 1–0 | 3–1 | 3–1 | 3–1 | 3–1 | 1–1 | 1–1 | 1–1 | 2–0 | —   | 0–0 | 1–0 |
| Santa Cruz     | 0–1 | 2–1 | 3–0 | 3–1 | 0–0 | 1–0 | 3–1 | 2–1 | 2–1 | 2–0 | 2–0 | 1–0 | 2–1 | 1–3 | 3–1 | 4–1 | 1–2 | 1–0 | —   | 3–1 |
| Vitória        | 2–0 | 1–1 | 3–1 | 4–1 | 2–1 | 1–2 | 4–1 | 1–0 | 3–1 | 2–1 | 3–0 | 0–0 | 4–1 | 2–3 | 1–1 | 1–1 | 3–1 | 0–2 | 2–1 | —   |

| Vitória do mandante; Vitória do visitante; Empate. | Em negrito os jogos "clássicos". |

## Desempenho por rodada
Clubes que lideraram o campeonato ao final de cada rodada:
| Rodadas | Rodadas | Rodadas | Rodadas | Rodadas | Rodadas | Rodadas | Rodadas | Rodadas | Rodadas | Rodadas | Rodadas | Rodadas | Rodadas | Rodadas | Rodadas | Rodadas | Rodadas | Rodadas | Rodadas | Rodadas | Rodadas | Rodadas | Rodadas | Rodadas | Rodadas | Rodadas | Rodadas | Rodadas | Rodadas | Rodadas | Rodadas | Rodadas | Rodadas | Rodadas | Rodadas | Rodadas | Rodadas |
| ------- | ------- | ------- | ------- | ------- | ------- | ------- | ------- | ------- | ------- | ------- | ------- | ------- | ------- | ------- | ------- | ------- | ------- | ------- | ------- | ------- | ------- | ------- | ------- | ------- | ------- | ------- | ------- | ------- | ------- | ------- | ------- | ------- | ------- | ------- | ------- | ------- | ------- |
| 1       | 2       | 3       | 4       | 5       | 6       | 7       | 8       | 9       | 10      | 11      | 12      | 13      | 14      | 15      | 16      | 17      | 18      | 19      | 20      | 21      | 22      | 23      | 24      | 25      | 26      | 27      | 28      | 29      | 30      | 31      | 32      | 33      | 34      | 35      | 36      | 37      | 38      |
| CRB     | SAM     | NAU     | BAH     | BOT     | BOT     | BOT     | BOT     | BOT     | BOT     | BOT     | BOT     | BOT     | BOT     | BOT     | BOT     | VIT     | VIT     | VIT     | VIT     | VIT     | BOT     | BOT     | BOT     | BOT     | BOT     | BOT     | BOT     | BOT     | BOT     | BOT     | BOT     | BOT     | BOT     | BOT     | BOT     | BOT     | BOT     |

Clubes que ficaram na última posição do campeonato ao final de cada rodada:
| Rodadas | Rodadas | Rodadas | Rodadas | Rodadas | Rodadas | Rodadas | Rodadas | Rodadas | Rodadas | Rodadas | Rodadas | Rodadas | Rodadas | Rodadas | Rodadas | Rodadas | Rodadas | Rodadas | Rodadas | Rodadas | Rodadas | Rodadas | Rodadas | Rodadas | Rodadas | Rodadas | Rodadas | Rodadas | Rodadas | Rodadas | Rodadas | Rodadas | Rodadas | Rodadas | Rodadas | Rodadas | Rodadas |
| ------- | ------- | ------- | ------- | ------- | ------- | ------- | ------- | ------- | ------- | ------- | ------- | ------- | ------- | ------- | ------- | ------- | ------- | ------- | ------- | ------- | ------- | ------- | ------- | ------- | ------- | ------- | ------- | ------- | ------- | ------- | ------- | ------- | ------- | ------- | ------- | ------- | ------- |
| 1       | 2       | 3       | 4       | 5       | 6       | 7       | 8       | 9       | 10      | 11      | 12      | 13      | 14      | 15      | 16      | 17      | 18      | 19      | 20      | 21      | 22      | 23      | 24      | 25      | 26      | 27      | 28      | 29      | 30      | 31      | 32      | 33      | 34      | 35      | 36      | 37      | 38      |
| BRG     | MOG     | MOG     | BOA     | MOG     | MOG     | MOG     | MOG     | MOG     | MOG     | MOG     | MOG     | CEA     | CEA     | CEA     | CEA     | CEA     | CEA     | CEA     | MOG     | CEA     | MOG     | MOG     | ABC     | MOG     | MOG     | MOG     | MOG     | MOG     | MOG     | MOG     | MOG     | MOG     | MOG     | MOG     | MOG     | MOG     | MOG     |

## Artilharia
| Gols | Jogador         | Time                |
| ---- | --------------- | ------------------- |
| 19   | Zé Carlos       | CRB                 |
| 14   | Kieza           | Bahia               |
| 14   | Marcelo Toscano | América Mineiro     |
| 13   | Tozin           | Luverdense          |
| 12   | Alan Mineiro    | Bragantino          |
| 12   | Arthur          | Atlético Goianiense |
| 12   | Pipico          | Macaé               |
| 11   | Damián Escudero | Vitória             |
| 11   | Jobinho         | Bragantino          |

### Hat-tricks
| Jogador        | Clube          | Adversário          | Placar | Data          | Ref.   |
| -------------- | -------------- | ------------------- | ------ | ------------- | ------ |
| Robert         | Sampaio Corrêa | Ceará               | 3–1    | 6 de junho    | [ 24 ] |
| Zé Carlos      | CRB            | Macaé               | 3–1    | 20 de junho   | [ 25 ] |
| Zé Carlos      | CRB            | Paysandu            | 3–0    | 25 de julho   | [ 26 ] |
| Carlão         | Paraná         | Ceará               | 3–4    | 23 de agosto  | [ 27 ] |
| Álvaro Navarro | Botafogo       | Atlético Goianiense | 4–0    | 1 de setembro | [ 28 ] |
| Sassá          | Botafogo       | Náutico             | 4–1    | 24 de outubro | [ 29 ] |
| Nádson         | Sampaio Corrêa | ABC                 | 3–2    | 31 de outubro | [ 30 ] |

## Maiores públicos
Estes são os dez maiores públicos do Campeonato:
| Nº | Público[PP] | Mandante   | Placar | Visitante           | Estádio          | Data           | Rodada | Ref.   |
| -- | ----------- | ---------- | ------ | ------------------- | ---------------- | -------------- | ------ | ------ |
| 1  | 45 539      | Ceará      | 1–0    | Macaé               | Arena Castelão   | 28 de novembro | 38ª    | [ 31 ] |
| 2  | 43 320      | Santa Cruz | 1–0    | Botafogo            | Arruda           | 8 de agosto    | 17ª    | [ 32 ] |
| 3  | 41 348      | Vitória    | 3–0    | Luverdense          | Arena Fonte Nova | 21 de novembro | 37ª    | [ 33 ] |
| 4  | 37 692      | Ceará      | 0–0    | Botafogo            | Arena Castelão   | 7 de julho     | 11ª    | [ 34 ] |
| 5  | 37 169      | Bahia      | 1–3    | Vitória             | Arena Fonte Nova | 3 de outubro   | 29ª    | [ 35 ] |
| 6  | 31 733      | Santa Cruz | 3–1    | Vitória             | Arruda           | 28 de novembro | 38ª    | [ 36 ] |
| 7  | 31 398      | Bahia      | 1–1    | Botafogo            | Arena Fonte Nova | 25 de julho    | 14ª    | [ 37 ] |
| 8  | 30 201      | Paysandu   | 2–0    | Atlético Goianiense | Mangueirão       | 30 de junho    | 10ª    | [ 38 ] |
| 9  | 29 965      | Bahia      | 1–2    | Santa Cruz          | Arena Fonte Nova | 7 de novembro  | 34ª    | [ 39 ] |
| 10 | 28 601      | Ceará      | 1–1    | Criciúma            | Arena Castelão   | 10 de julho    | 12ª    | [ 40 ] |

- PP. ^ Considera-se apenas o público pagante.

## Menores públicos
Estes são os dez menores públicos do Campeonato:[PF]
| Nº | Público[PP] | Mandante    | Placar | Visitante  | Estádio          | Data           | Rodada | Ref.   |
| -- | ----------- | ----------- | ------ | ---------- | ---------------- | -------------- | ------ | ------ |
| 1  | 95          | Boa Esporte | 0–1    | Mogi Mirim | Melão            | 8 de setembro  | 24ª    | [ 41 ] |
| 2  | 159         | Boa Esporte | 2–1    | Macaé      | Melão            | 11 de agosto   | 18ª    | [ 42 ] |
| 3  | 175         | Luverdense  | 2–0    | Mogi Mirim | Passo das Emas   | 27 de novembro | 38ª    | [ 43 ] |
| 4  | 183         | Boa Esporte | 1–3    | Santa Cruz | Melão            | 15 de setembro | 26ª    | [ 44 ] |
| 5  | 240         | Boa Esporte | 3–0    | Bragantino | Melão            | 27 de junho    | 9ª     | [ 45 ] |
| 6  | 244         | Mogi Mirim  | 0–1    | CRB        | Romildo Ferreira | 27 de junho    | 9ª     | [ 46 ] |
| 7  | 259         | Boa Esporte | 1–2    | Paraná     | Melão            | 1 de setembro  | 22ª    | [ 47 ] |
| 8  | 262         | Mogi Mirim  | 2–1    | Náutico    | Romildo Ferreira | 7 de julho     | 11ª    | [ 48 ] |
| 9  | 270         | Boa Esporte | 2–0    | ABC        | Melão            | 24 de novembro | 38ª    | [ 49 ] |
| 10 | 278         | Mogi Mirim  | 0–0    | Oeste      | Romildo Ferreira | 4 de setembro  | 23ª    | [ 50 ] |

- PP. ^ Considera-se apenas o público pagante.
- PF. ^ Jogos com portões fechados não são considerados.

## Médias de público
Estas são as médias de público dos clubes no Campeonato. Considera-se apenas os jogos da equipe como mandante e o público pagante:
| 1. Bahia – 16 904 2. Ceará – 16 221 3. Paysandu – 13 737 4. Vitória – 13 211 5. Santa Cruz – 13 190 6. Sampaio Corrêa – 10 409 7. Botafogo – 9 338 8. Náutico – 5 654 9. Criciúma – 4 616 10. América Mineiro – 3 738 | 1. Bragantino – 3 728 2. Paraná – 3 665 3. CRB – 3 558 4. ABC – 2 979 5. Oeste – 2 619 6. Macaé – 1 852 7. Mogi Mirim – 1 800 8. Atlético Goianiense – 1 799 9. Luverdense – 1 122 10. Boa Esporte – 495 |

## Mudança de técnicos
| Clube          | Antecessor                  | Motivo                   | Data           | Última partida                | Rod | Pos | Sucessor                 | Ref.            |
| -------------- | --------------------------- | ------------------------ | -------------- | ----------------------------- | --- | --- | ------------------------ | --------------- |
| Sampaio Corrêa | Arlindo Maracanã (interino) | Remanejado               | 8 de maio      | Vitória 0–2 Sampaio Corrêa    | 1ª  | 2º  | Léo Condé[a1]            | [ 52 ]          |
| Vitória        | Claudinei Oliveira          | Demitido                 | 20 de maio     | Vitória 2–2 ASA[CBr]          | 2ª  | 11º | Vágner Mancini[a2]       | [ 53 ] [ 54 ]   |
| ABC            | Josué Teixeira              | Demitido                 | 20 de maio     | ABC 1–2 Paysandu[CBr]         | 2ª  | 7º  | Gilmar Dal Pozzo[a3]     | [ 55 ] [ 56 ]   |
| Mogi Mirim     | Edinho Nascimento           | Demitido                 | 30 de maio     | Oeste 0–0 Mogi Mirim          | 4ª  | 19º | Aílton Silva             | [ 57 ] [ 58 ]   |
| Atlético-GO    | Marcelo Martelotte          | Demitido                 | 3 de junho     | Atlético-GO 0–1 Luverdense    | 5ª  | 15º | Jorginho[a4]             | [ 59 ] [ 60 ]   |
| Boa Esporte    | Ney da Matta                | Demitido                 | 7 de junho     | Boa Esporte 1–2 Oeste         | 6ª  | 15º | Moacir Júnior[a5]        | [ 61 ] [ 62 ]   |
| CRB            | Alexandre Barroso           | Demitido                 | 8 de junho     | CRB 0–1 ABC                   | 6ª  | 11º | Mazola Júnior            | [ 63 ] [ 64 ]   |
| Criciúma       | Moacir Júnior               | Resignado                | 9 de junho     | Criciúma 0–3 Macaé            | 6ª  | 14º | Dejan Petković[a6]       | [ 65 ] [ 66 ]   |
| Santa Cruz     | Ricardinho                  | Demitido                 | 13 de junho    | Santa Cruz 0–0 Boa Esporte    | 7ª  | 18º | Marcelo Martelotte       | [ 67 ] [ 68 ]   |
| Ceará          | Silas                       | Demitido                 | 27 de junho    | Oeste 2–0 Ceará               | 9ª  | 19º | Geninho[a7]              | [ 69 ] [ 70 ]   |
| Mogi Mirim     | Aílton Silva                | Demitido                 | 30 de junho    | Mogi Mirim 0–1 CRB            | 9ª  | 20º | Sérgio Guedes            | [ 71 ]          |
| Paraná         | Nedo Xavier                 | Demitido                 | 8 de julho     | Oeste 1–0 Paraná              | 11ª | 15º | Fernando Diniz           | [ 72 ] [ 73 ]   |
| Bragantino     | Osmar Loss                  | Resignado                | 9 de julho     | Criciúma 1–0 Bragantino       | 11ª | 13º | Wagner Lopes             | [ 74 ] [ 75 ]   |
| Botafogo       | René Simões                 | Demitido                 | 15 de julho    | Botafogo 0–1 Figueirense[CBr] | 12ª | 1º  | Ricardo Gomes[a8]        | [ 76 ] [ 77 ]   |
| ABC            | Gilmar Dal Pozzo            | Demitido                 | 15 de julho    | ABC 1–4 Paraná                | 13ª | 10º | Toninho Cecílio          | [ 78 ] [ 79 ]   |
| Atlético-GO    | Jorginho                    | Demitido                 | 21 de julho    | Santa Cruz 3–0 Atlético-GO    | 13ª | 19º | Gilberto Pereira[a4]     | [ 80 ] [ 81 ]   |
| Boa Esporte    | Moacir Júnior               | Resignado                | 26 de julho    | América-MG 2–0 Boa Esporte    | 14ª | 19º | Nedo Xavier              | [ 82 ] [ 83 ]   |
| Ceará          | Geninho                     | Demitido                 | 2 de agosto    | Bragantino 3–0 Ceará          | 16ª | 20º | Marcelo Cabo             | [ 84 ] [ 85 ]   |
| Macaé          | Marcelo Cabo                | Contratado pelo Ceará    | 3 de agosto    | Náutico 1–1 Macaé             | 16ª | 8º  | Josué Teixeira           | [ 85 ] [ 86 ]   |
| ABC            | Toninho Cecílio             | Resignado                | 15 de agosto   | ABC 0–1 Boa Esporte           | 19ª | 18º | Hélio dos Anjos          | [ 87 ] [ 88 ]   |
| Náutico        | Lisca                       | Demitido                 | 8 de setembro  | Ceará 1–0 Náutico             | 24ª | 6º  | Gilmar Dal Pozzo         | [ 89 ] [ 90 ]   |
| Mogi Mirim     | Sérgio Guedes               | Resignado                | 17 de setembro | Vitória 4–1 Mogi Mirim        | 26ª | 20º | Márcio Goiano[a9]        | [ 91 ] [ 92 ]   |
| Paraná         | Fernando Diniz              | Demitido                 | 27 de setembro | Paraná 1–2 Atlético-GO        | 28ª | 12º | Fernando Miguel          | [ 93 ] [ 94 ]   |
| Ceará          | Marcelo Cabo                | Demitido                 | 29 de setembro | Ceará 0–1 Luverdense          | 29ª | 17º | Lisca                    | [ 95 ] [ 96 ]   |
| Criciúma       | Dejan Petković              | Demitido                 | 5 de outubro   | Criciúma 0–0 Paraná           | 29ª | 15º | Roberto Cavalo[a10]      | [ 97 ] [ 98 ]   |
| Bahia          | Sérgio Soares               | Demitido                 | 6 de outubro   | Paysandu 0–0 Bahia            | 30ª | 6º  | Charles Fabian           | [ 99 ] [ 100 ]  |
| ABC            | Hélio dos Anjos             | Demitido                 | 9 de outubro   | ABC 1–1 Atlético-GO           | 30ª | 18º | Sérgio China             | [ 101 ] [ 102 ] |
| Oeste          | Roberto Cavalo              | Contratado pelo Criciúma | 10 de outubro  | Paraná 1–1 Oeste              | 30ª | 14º | Renan Freitas (interino) | [ 98 ]          |
| Mogi Mirim     | Márcio Goiano               | Resignado                | 28 de outubro  | Macaé 1–0 Mogi Mirim          | 32ª | 20º | Toninho Cecílio          | [ 103 ] [ 104 ] |
| Macaé          | Josué Teixeira              | Demitido                 | 8 de novembro  | Macaé 0–2 Vitória             | 34ª | 17º | Toninho Andrade          | [ 105 ]         |
| Boa Esporte    | Nedo Xavier                 | Resignado                | 12 de novembro | Criciúma 3–0 Boa Esporte      | 35ª | 19º | Cesinha                  | [ 106 ]         |
| Atlético-GO    | Gilberto Pereira            | Remanejado               | 16 de novembro | Atlético-GO 3–4 Macaé         | 36ª | 15º | João Paulo Sanches       | [ 107 ]         |

- CBr ^  Partida válida pela Copa do Brasil.
- A1 ^  Arlindo Maracanã comandou o Sampaio Corrêa interinamente na 1ª rodada, mesmo após o clube ter anunciado a contratação de Léo Condé.[108]
- A2 ^  Wesley Carvalho comandou o Vitória interinamente da 3ª à 6ª rodada.[109][110][111][112]
- A3 ^  Ademir Fesan comandou o ABC interinamente na 3ª rodada.[113]
- A4 ^ Gilberto Pereira comandou o Atlético Goianiense interinamente na 6ª rodada e da 13ª à 28ª rodada, e foi efetivado a partir da 29ª rodada.[112][81]
- A5 ^  Luciano Deitos comandou o Boa Esporte interinamente na 7ª rodada.[114]
- A6 ^  Duca comandou o Criciúma interinamente na 7ª rodada.[115]
- A7 ^  Anderson Silva comandou o Ceará interinamente na 10ª rodada.[116]
- A8 ^ Jair Ventura comandou o Botafogo interinamente na 13ª e da 14ª à 15ª rodada, mesmo após o clube ter anunciado a contratação de Ricardo Gomes.[117][118][119]
- A9 ^  Geraldo Meira comandou o Mogi Mirim interinamente na 27ª rodada.[120]
- A10 ^  Luizinho Vieira comandou o Criciúma interinamente na 30ª rodada.[121]

## Premiação
| Campeonato Brasileiro 2015 Série B                |
| Rio de Janeiro                                    |
| ------------------------------------------------- |
| Botafogo de Futebol e Regatas Campeão (1º título) |